# کاواتزو کارنیکو
کاواتزو کارنیکو (به ایتالیایی: Cavazzo Carnico) یک کومونه در ایتالیا است که در استان اودینه واقع شده‌است.

## خصوصیات
کاواتزو کارنیکو ۳۸٫۶ کیلومترمربع مساحت و ۱٬۱۰۲ نفر جمعیت دارد و ۲۹۰ متر بالاتر از سطح دریا واقع شده‌است.